# Патраїкос
38°15′31″ пн. ш. 21°36′31″ сх. д. / 38.258611° пн. ш. 21.608611° сх. д.
Патраїко́с (грец. Πατραϊκός Κόλπος) — глибока затока Іонічного моря.

## Географія
Затока розташована між північно-західним узбережжям грецького півострова Пелопоннес і південним берегом нома Етолія і Акарнанія материкової Греції. На сході з'єднана вузькою протокою з Коринфским затокою недалеко від моста Ріо-Антіріо. Довжина затоки 40—50 кілометрів, ширина — від 10 до 20 кілометрів, глибина до 130 м, площа акваторії — близько 350 км². На південно-східному березі затоки розташований велике місто і порт Патри, на північному березі затоки — місто і порт Міссолонгіон. Цілий рік затока залишається вільною від льоду. У затоці розвинене судноплавство.
До затоки впадають річки: Ахелоос, Евінос та Лурос.

## Історія
У 1571 році в затоці відбулась одна з найбільших морських битв в історії — Битва при Лепанто. В 1772 році під час Першої Архіпелазької експедиції російського флоту в затоці відбулася битва між російською і турецькою ескадрами, що завершилося перемогою російських моряків.
| Греція | Це незавершена стаття з географії Греції. Ви можете допомогти проєкту, виправивши або дописавши її. |